# District de Levoča
Le district de Levoča est l'un des 79 districts de Slovaquie dans la région de Prešov.

## Démographie

### Évolution de la population
| Année:               | 1994.  | 2004.   | 2014.   | 2024.   |
| -------------------- | ------ | ------- | ------- | ------- |
| Nombre de personnes: | 30 330 | 32 266  | 33 391  | 33 310  |
| Différence:          |        | +6,38 % | +3,48 % | -0,24 % |

| Année:               | 2023.  | 2024.   |
| -------------------- | ------ | ------- |
| Nombre de personnes: | 33 192 | 33 310  |
| Différence:          |        | +0,35 % |

## Liste des communes
Source :

### Villes
- Levoča
- Spišské Podhradie

### Villages
Baldovce | Beharovce | Bijacovce | Brutovce | Buglovce | Dlhé Stráže | Doľany | Domaňovce | Dravce | Dúbrava | Granč-Petrovce | Harakovce | Jablonov | Klčov | Korytné | Kurimany | Lúčka | Nemešany | Nižné Repaše | Oľšavica | Ordzovany | Pavľany | Poľanovce | Pongrácovce | Spišský Hrhov | Spišský Štvrtok | Studenec | Torysky | Uloža | Vyšné Repaše | Vyšný Slavkov